# Cruz de Pichardo
Cruz de Pichardo är en ort i Mexiko.   Den ligger i kommunen Epitacio Huerta och delstaten Michoacán de Ocampo, i den sydöstra delen av landet, 150 km nordväst om huvudstaden Mexico City. Cruz de Pichardo ligger 2 528 meter över havet och antalet invånare är 246.
Terrängen runt Cruz de Pichardo är kuperad västerut, men österut är den platt. Runt Cruz de Pichardo är det ganska tätbefolkat, med 72 invånare per kvadratkilometer. Närmaste större samhälle är Amealco, 12,2 km öster om Cruz de Pichardo. I omgivningarna runt Cruz de Pichardo växer huvudsakligen savannskog.